# 2019年3月15日香港眾志政府總部靜坐行動
2019年3月15日香港眾志政府總部靜坐行動是香港眾志在政府總部東翼大堂舉行的一次靜坐抗議，要求政府撤回逃犯條例的修訂。這是第一次有反對政府修訂逃犯條例的抗議，亦開始了反對逃犯條例修訂草案運動。

## 經過
香港眾志的成員早上衝入政府總部東翼大堂靜坐。大批保安趕至阻止，鎖上大堂玻璃門，並將數名靜坐的女成員圍起，大批警員到場戒備。有一名政府總部的女保安員由救護車送院。

## 後續
香港眾志成員林朗彥被控普通襲擊，控罪指稱他於今年3月15日在政總東翼地下公眾入口大堂襲擊男子梁柄森。林朗彥於開庭前表示，政總大堂是向公眾開放，惟當日保安人員以暴力手法把他們抬走。林朗彥說，控罪指稱他推跌該保安人員是顛倒是非，會在庭上據理力爭。該案在11月8日在東區裁判法院提堂，押後至12月19日再訊。

## 外部連結
1. ↑  . Now新聞. 2019-03-15  [2019-12-07]. （原始内容存档于2019-11-04）.